# 巴吉爾米人
吉巴爾米人(Bagirmi)較一般的非洲人有較淺色的皮膚、較薄的嘴脣跟較直的頭髮。 

## 民族分佈、人口與語言

### 民族分佈與人口

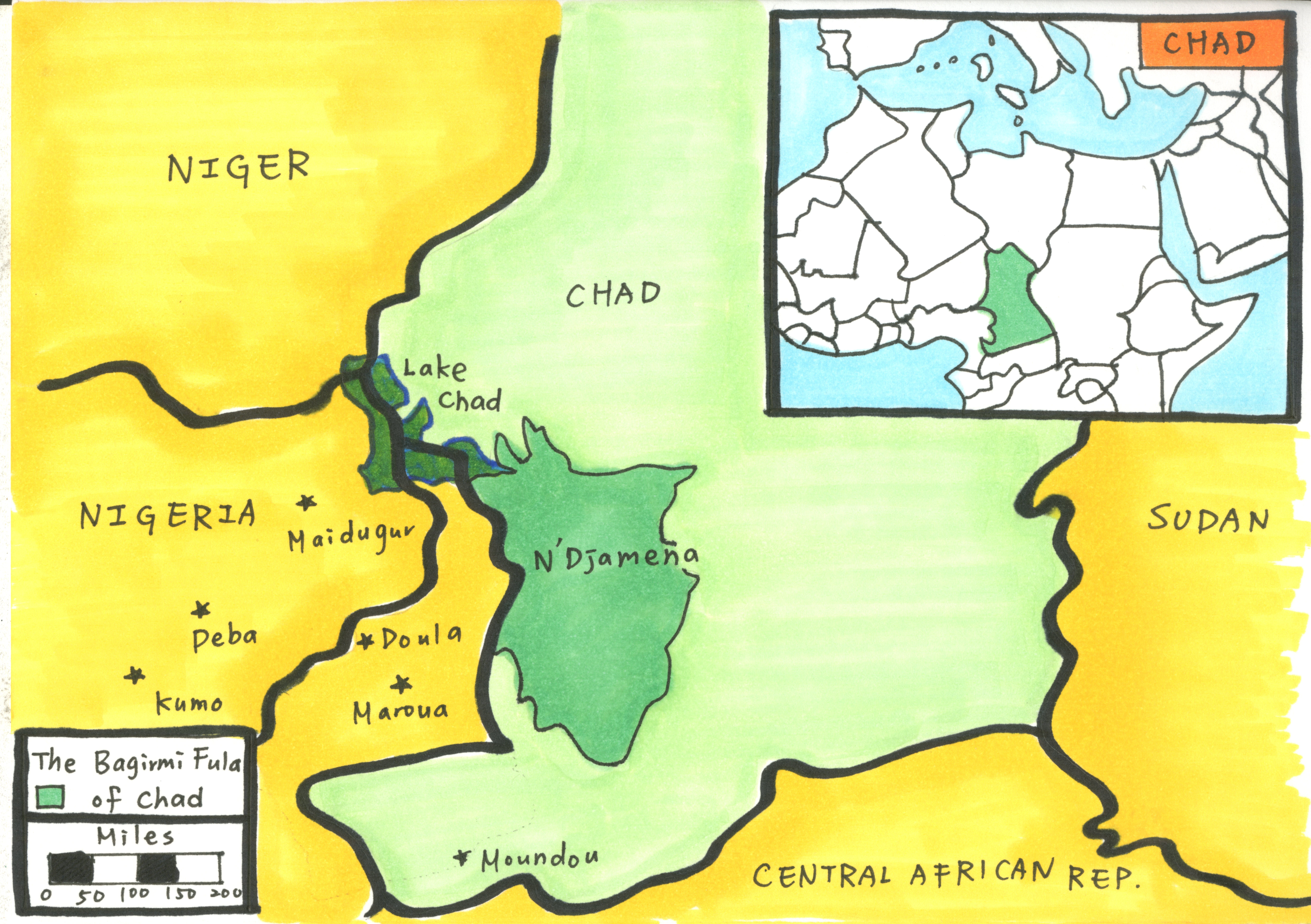
吉巴爾米分布圖

巴吉爾米人是散佈在非洲西部與中部的民族，屬於富爾德人分支的民族之一，總人數一共有134萬人，主要分佈在查德（乍得）南部，少數分佈在蘇丹、中非和喀麥隆 。

### 語言
大多使用富爾德語(Fulfulde)的一些方言，屬於尼日-剛果語，是西大西洋語支[1]，如「Bangri」、「Dam」、「Gol」、「Kiba」 
。也使用吉巴爾米語，屬於尼羅-撒哈拉語系 
。

## 地理環境
屬於熱帶莽原氣候，全年氣溫高熱，年均溫為25度。全年可分為6-9月的旱季和10-5月的雨季，年降水量超過900毫米，有較高的草叢與沼澤利於鳥類、爬蟲類和大型爬蟲類生存。

## 歷史沿革
16世紀初，巴吉爾米人在國王伯尼貝西帶領下，在乍得湖東南地區建立了巴吉爾米王國，之後更征服蒂布人，展開在沙里河平原的統治，並征服了附近的一些小國，命令被征服的每一民族進貢牛100頭。王國名稱「巴吉爾」(指牛奶)和「米阿」(指一百)即來自於此。
18世紀吉巴爾米王國進一步向南北擴大疆界。1870年遭鄰國瓦代王國大規模進攻﹐首都馬塞尼亞被攻陷。1880年代西方殖民主義者侵入﹐巴吉爾米人與當地各族人民一起進行了頑強抵抗。第二次世界大戰後﹐非洲民族解放運動高漲﹐巴吉爾米人於1960年代成功獨立。

## 社會、家庭與婚姻

### 社會
社會等級複雜，以王族為首的貴族享有特權。

### 家庭
衍生出來的大家庭通常會一起居住在同一個村落裡，並且一起耕種。

### 婚姻
吉巴爾米實行重婚制，一個男人可以同時擁有多位妻子，而因為牲畜量即代表財富的象徵，所以女方會依據對象的牲畜量來決定是否要嫁給他。

## 產業與生活

### 牧業
大多吉巴爾米人是從事遊牧的牧羊人，逐水草而居最北遠至撒哈拉沙漠，南至非洲嗤嗤蠅盛行地區，因為他們只在乾季的時候從事遊牧，所以也有固定居住的地方。年輕已婚的男人會帶著他的羊群出外尋找更適合放牧的草原，而他的老婆們與小孩們會與部分的羊群留在家裡照顧作物。

### 農業
黍類、御穀是他們主要的糧食作物，也會另外種植小黃瓜、花生、豆類等。野外的稻穀由女人負責採收。

### 生活
日常用品像是稻穀、農具或是衣服等都會在市級進行交易，同時市集也是用來跳舞、進行傳統儀式的社交場所。

## 信仰與節日

### 宗教
約於1600年，博爾努國王博伊德里斯阿勞馬(Idris Alawma)征服吉巴爾米人，伊斯蘭教随之而入，至今吉巴爾米人高達99%仍然信仰伊斯蘭教。

### 傳統習俗
吉巴爾米人保存了許多富爾德人的習俗，他們相信牲畜、道德、美麗、詩歌、歌唱還有跳舞是人生裡最重要的事情，有專門慶祝第一個小孩誕生的典禮，並且會在孩子出生七天後舉行命名儀式。他們並不相信來世，對他們來說，孩子象徵他們的未來，因為他們相信可以透過孩子將他們的名字與未來一代接一代傳下去，因此沒有下一代的人過世時會被視為死了兩次。

## 藝術與文學

### 藝術
吉巴爾米的藝術起源於陶藝與冶金，發展到16世紀後一直到現在皆以木刻娃娃為人所知。

### 文學
幾乎沒有固定的格式與文法。

## 現況
目前有宗教人士在吉巴爾米族內致力推動基督教，如以富爾德語撰寫新約聖經，也有富爾德語的耶穌電影，或是當地的基督徒用廣播散播福音，但是一直到現在在吉巴爾米仍然總共只有8座教堂而已，
然而有越來越多人在努力讓所有吉巴爾米人能聽到福音。

## 知名人士
伯尼貝西, ：吉巴爾米王國建國國王
陳冠劭:此篇作者，現為一位優秀的補教老師